# Arduinna
Arduinna (ook wel Arduina, Arduenna, Ardvinna of Ardbinna genoemd) was een Keltische berg- en woudgodin. Keltisch ardu- beduidt 'hoogte, helling, berg'. Hoewel deze inheemse godin (dea)in de literatuur herhaaldelijk gelijkgesteld is met de Romeinse godin Diana, is een associatie met de jacht of met een everzwijn in het geheel niet bewezen. Een votiefsteen voor de godin genaamd Arbinna en afkomstig uit de Noord-Eiffel wijst waarschijnlijk naar dezelfde natuurgodheid. De votiefsteen schijnt te behoren tot een pottenbakkerij die waren leverde tot in Engeland. Mogelijk dan beschermde deze godin de handelaar en/ of zijn waren op reizen door bergachtig gebied naar de zeekust. Zij zou dan vergelijkbare gaven hebben als Nehalennia bij Domburg en Colijnsplaat. Op de zijkant van genoemde wijsteen is een ( gestyleerde) laurierboom afgebeeld die kan verwijzen naar bescherming tegen o.a. bliksem en/of naar de keizercultus van Rome.  Verder is niets over de godin Arduinna, Arduenna of Arbinna meegedeeld in contemporaine bronnen, cf.  N.Biermanns, 'Auf den Spuren der Dea Arduinna. Eine Auswertung der Forschungserkenntnisse zu einer Keltischen Lokalgottheit', in: Research Gate gepubliceerd op het web.

## Cultus
Ze werd voornamelijk aanbeden in oostelijk België, Luxemburg, het westelijke Rijnland en een deel van noordelijk Frankrijk, het bergachtige en bosrijke gebied dat de Ardennen wordt genoemd. Waarschijnlijk is deze streeknaam afgeleid van deze Keltische godin. Te Hürtgenwald-Gey is in 1859 een inscriptie uit de Romeinse periode met haar naam gevonden.
Rond 585 vestigde de uit Lombardije afkomstige diaken Walfroy (* ca. 565 - † ca. 600) zich op de aan Arduinna gewijde heuvel bij de Franse plaats Margut en bracht daar, zittend op een pilaar (als enige westerse pilaarheilige), in navolging van de door hem bewonderde Sint-Martinus de christelijke leer in praktijk en deed de streekbewoners de heidense cultus rond Arduinna afzweren.